# Medang (Glagah)
Medang is een bestuurslaag in het regentschap Lamongan van de provincie Oost-Java, Indonesië. Medang telt 964 inwoners (volkstelling 2010).